# Fusa Sudzuki
Fusa Sudzuki Hills, född 1927, död 2003, var en chilensk botaniker och agronom. Han var professor vid Institutionen för Agronomi vid Universidad de Chile.
Auktorsnamnet Sudzuki kan användas för Fusa Sudzuki i samband med ett vetenskapligt namn inom botaniken; se Wikipediaartiklar som länkar till auktorsnamnet.